# Paul Vojta
Pour les articles homonymes, voir Vojta.
Paul Alan Vojta (né le 30 septembre 1957) est un mathématicien américain qui travaille dans le domaine de la théorie des nombres et la géométrie algébrique arithmétique.

## Formation et carrière
Vojta étudie à l'université du Minnesota et obtient un Bachelor en 1978. Il part ensuite pour l'université Harvard, où il obtient son mastère en 1980 puis son doctorat en 1983 sous la direction de Barry Mazur. Ensuite, il devient instructeur Gibbs de mathématiques à l'université Yale, où il reste jusqu'en 1986. En 1989, il est recruté comme assistant professor à l'université de Californie à Berkeley et devient professor à partir de 1992. En 1996-1997 et en 1989-1990, il fait des séjours de longue durée à l'Institute for Advanced Study à Princeton.

## Travaux
Vojta a mené des recherches remarquées en théorie des nombres et en géométrie arithmétique. Il a montré des analogies entre la théorie de la distribution des valeurs de Rolf Nevanlinna en théorie des fonctions et la géométrie diophantienne (ensemble de Thue-Siegel-Roth dans la forme de Dyson) qui ont permis de mettre en place une nouvelle preuve de la conjecture de Mordell (devenue le théorème de Faltings), dans les cas des corps de fonctions et des corps de nombres. Il s'est également appuyé sur la théorie d'Arakelov pour cette nouvelle preuve.

## Prix et distinctions
En 1975, il a remporté avec l'équipe des États-Unis la troisième place aux Olympiades internationales de mathématiques en Bulgarie. Il est Putnam Fellow en 1977. En 1992, il reçoit le prix Cole en théorie des nombres « pour ses travaux sur les problèmes diophantiens avec une mention particulière à son article Siegel's theorem in the compact case. ». En 1990, il est conférencier invité au Congrès international des mathématiciens à Kyoto avec une communication intitulée Arithmetic and hyperbolic geometry. Il est fellow de l'American Mathematical Society depuis 2012.
En tant que programmeur, il est l'auteur du pré-visionneur dvi xdvi (dvi pour le format de fichiers TeX).

## Publications
- « A higher dimensional Mordell conjecture » in Silverman Cornell (éd.) Arithmetic geometry Springer, 1986, 1998
- « Diophantine approximations and value distribution theory », Springer Lecturenotes in Mathematics n°1239, 1987,  (ISBN 0-387-17551-2)
- « Dysons Lemma for products of two curves of arbitrary genus », Inv.Math., vol 98, 1989, p. 107–114
- « Mordells conjecture over function fields », Inventiones Mathematicae vol 98, 1989, p. 115
- « Siegels theorem in the compact case », Annals of Math. vol 133, 1991, p. 509–548 (nouvelle preuve du théorème de Faltings/conjecture de Mordell)
- « Integral points on subvarieties of semiabelian varieties », Tome 1, Inv. Math., vol 126, 1996, p. 133–181
- « Nevanlinna theory and Diophantine Approximation », in Schneider, Siu (éd.) Several complex variables, MSRI Publications 1999,en ligne
- « Recent developments in the relation between diophantine problems and Nevanlinna theory, Vortrag MSRI, 1998
- « A more general ABC conjecture », Int. Math. Research Notes, vol 21, 1998, p. 1103–1116
- « On the ABC conjecture and diophantine approximation by rational points », Am. J. Math., vol 122, 2000, pp 843–872, Correction vol 123, 2001, p. 383–384